# Selenomphalus distylii
Selenomphalus distylii är en insektsart som beskrevs av Sadao Takagi 1959. Selenomphalus distylii ingår i släktet Selenomphalus och familjen pansarsköldlöss. Inga underarter finns listade i Catalogue of Life.